# Ассоциация американских университетских издательств
Ассоциация американских университетских издательств (англ. Association of American University Presses, сокр. AAUP) — организация, представляющая собой ассоциацию североамериканских университетских издательств со штаб-квартирой в Нью-Йорке. С декабря 2017 года носит название Ассоциация университетских издательств (AUPresses).

## История
Ассоциация американских университетских издательств была официально создана в 1937 году. Однако встречи некоторых из её членов регулярно проводились ещё в 1920 году. Участники будущей ассоциации обсуждали проблемы, с которыми сталкиваются университетские издательства; они считали, что совместные инициативы принесут пользу всем её участникам. В 1928 году группа из тринадцати университетских издательств выпустила совместный каталог из шестидесяти пяти наименований. Вскоре после этого они разместили совместную рекламу с The New York Times, позже издали каталоги продаж и выпустили первый образовательный каталог со специализированным списком прямой рассылки американских ученых и библиотекарей.
После экономических трудностей, вызванных Великой депрессией, Дональд Бин (Donald Bean), секретарь группы и директор издательства Чикагского университета, предложил членам группы официально зарегистрироваться. В феврале 1937 года были избраны первые должностные лица Ассоциации американских университетских издательств. Однако первое ежегодное собрание ассоциации было проведено в Чикаго в 1946 году. Число её членов продолжало неуклонно расти, что привело к созданию в 1959 году центрального офиса ассоциации. В 1964 году ассоциация основала дочернюю компанию American University Press Services, которая в течение следующих двух десятилетий поддерживала дополнительные услуги AAUP.
В июне 2017 года члены ассоциации проголосовали за изменение её названия с Ассоциации издательств американских университетов на Ассоциацию университетских издательств. Изменение было внесено 21 декабря 2017 года, на тот момент в ней насчитывалось 143 члена. В настоящее время в ассоциацию входят более 150 участников (среди них не только университетские издательства):
- Abilene Christian University Press
- University of Akron Press
- University of Alabama Press
- University of Alaska Press
- University of Alberta Press
- American Historical Association
- American University in Cairo Press
- American Psychiatric Publishing
- American School of Classical Studies at Athens
- Amherst College Press
- Amsterdam University Press
- Ediciones Uniandes
- University of Arizona Press
- University of Arkansas Press
- Army University Press
- Athabasca University Press
- Baylor University Press
- Beacon Press
- Brandeis University Press
- University of British Columbia Press
- Brookings Institution Press
- Bucknell University Press
- University of Calgary Press
- University of California Press
- Cambridge University Press
- Carnegie Mellon University Press
- Catholic University of America Press
- Central European University Press
- University of Chicago Press
- The Chinese University of Hong Kong Press
- University of Cincinnati Press
- University Press of Colorado
- Columbia University Press
- Concordia University Press
- Cork University Press
- Cornell University Press
- University of Delaware Press
- Duke University Press
- Duquesne University Press
- Eastern Washington University Press
- University Press of Florida
- Fordham University Press
- Gallaudet University Press
- George Mason University Press
- Georgetown University Press
- University of Georgia Press
- Getty Publications
- Harvard University Press
- University of Hawai'i Press
- Hong Kong University Press
- Howard University Press
- University of Illinois Press
- IMF Publications
- Indiana University Press
- University of Iowa Press
- Johns Hopkins University Press
- University Press of Kansas
- Kent State University Press
- University Press of Kentucky
- Leuven University Press
- Lever Press
- Liverpool University Press
- Manchester University Press
- University of Manitoba Press
- Marine Corps University Press
- Louisiana State University Press
- McGill-Queen's University Press
- Marquette University Press
- University of Massachusetts Press
- MIT Press
- McGill-Queen's University Press
- Medieval Institute Publications
- Mercer University Press
- University of Michigan Press
- Michigan State University Press
- Minnesota Historical Society Press
- University of Minnesota Press
- University Press of Mississippi
- University of Missouri Press
- Modern Language Association
- Museum of Modern Art
- National Academies Press
- National Gallery of Art
- Naval Institute Press
- University of Nebraska Press
- University of Nevada Press
- University Press of New England
- University of New Mexico Press
- New York University Press
- University of North Carolina Press
- University of North Texas Press
- Northern Illinois University Press
- Northwestern University Press
- University of Notre Dame Press
- Ohio University Press
- Ohio State University Press
- University of Oklahoma Press
- Oregon State University Press
- University of Ottawa Press
- Oxford University Press
- University of Pennsylvania Press
- Pennsylvania State University Press
- University of Pittsburgh Press
- Princeton University Press
- University of Puerto Rico Press
- Purdue University Press
- RAND Corporation
- University of Regina Press
- Rice University Press
- University of Rochester Press
- Rockefeller University Press
- Russell Sage Foundation
- Rutgers University Press
- Society of Biblical Literature
- SBL Press
- University of South Carolina Press
- Southern Illinois University Press
- Southern Methodist University Press
- Stanford University Press
- State University of New York Press
- Syracuse University Press
- Teachers College Press
- Temple University Press
- University of Tennessee Press
- University of Texas Press
- Texas A&M University Press
- Texas Christian University Press
- Texas Tech University Press
- Texas Western Press
- University of Tokyo Press
- University of Toronto Press
- Trinity University Press
- United Nations University Press
- United States Institute of Peace
- W. E. Upjohn Institute for Employment Research
- University of Utah Press
- Vanderbilt University Press
- University of Virginia Press
- University of Washington Press
- Washington State University Press
- Wayne State University Press
- Wesleyan University Press
- University of the West Indies Press
- West Virginia University Press
- Wilfrid Laurier University Press
- University of Wisconsin Press
- Wits University Press
- Woodrow Wilson Center Press
- Yale University Press